# Костянский переулок
Костя́нский переу́лок — переулок в Центральном административном округе города Москвы на территории Красносельского района. Соединяет Даев переулок и Сретенский бульвар. Ананьевский переулок, фактически являющийся его продолжением, соединяет его с Садовым кольцом. Нумерация домов ведётся от Сретенского бульвара.

## Происхождение названия
Первоначальное название Стрелецкий переулок носил по Стрелецкой слободе, находящейся в той части переулка, который выходит на Сретенский бульвар. Переименован в 1922 году из-за одноименности с иными улицами и переулками (Стрелецкая улица). Новое название (вначале в форме Переулок на Костях) образовано от слова «кости» и мотивировано тем, что здесь в XVII в. находилась свалка костей, вывозившихся с боен Мясницкой слободы..

## Примечательные здания и сооружения
По нечётной стороне:

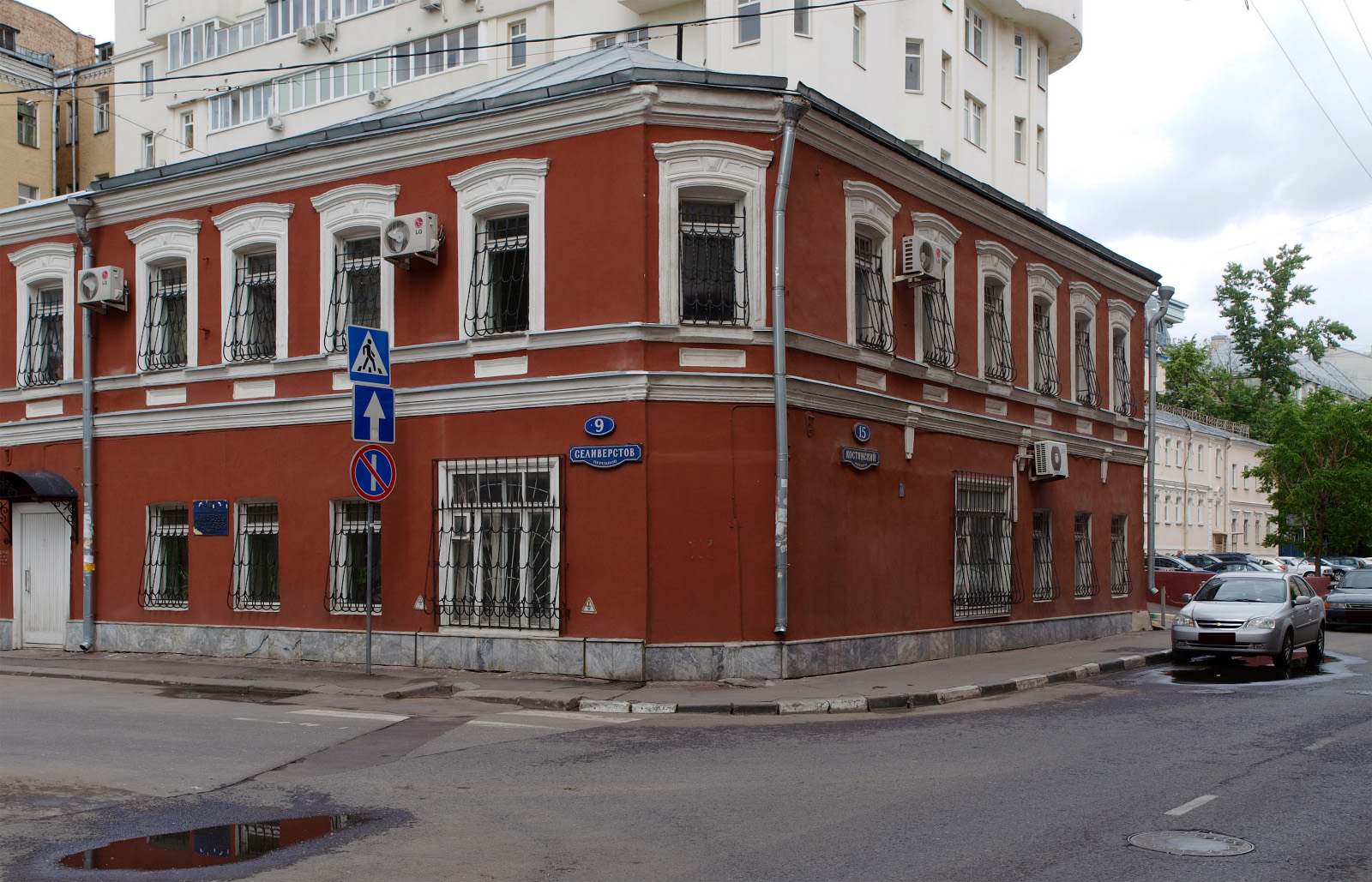
Костянский переулок № 15

Нечётная сторона Костянского переулка делится на небольшие отрезки переулками, соединяющими его со Сретенкой (Даев переулок, Селивёрстов переулок, Малый Головин переулок, Просвирин переулок, Луков переулок, Ащеулов переулок, Рыбников переулок).
- № 9 — Доходный дом (1883, архитектор М. Г. Пиотрович).
- № 13 — Здесь находился бывший доходный дом построенный в 1903 году по проекту архитектора  К. А. Михайлова, надстроенный в 1950-х годах. Здание было снесено в декабре 2018 года[2]. В доме располагалась редакция «Литературной газеты». В настоящее время на этом месте строится дом Turgenev.
- № 15 — Жилой дом с лавками (1829; 1867, архитектор Васильев, перестроен в 1898 году архитектором А. З. Захаровым)[3][4]

По чётной стороне:

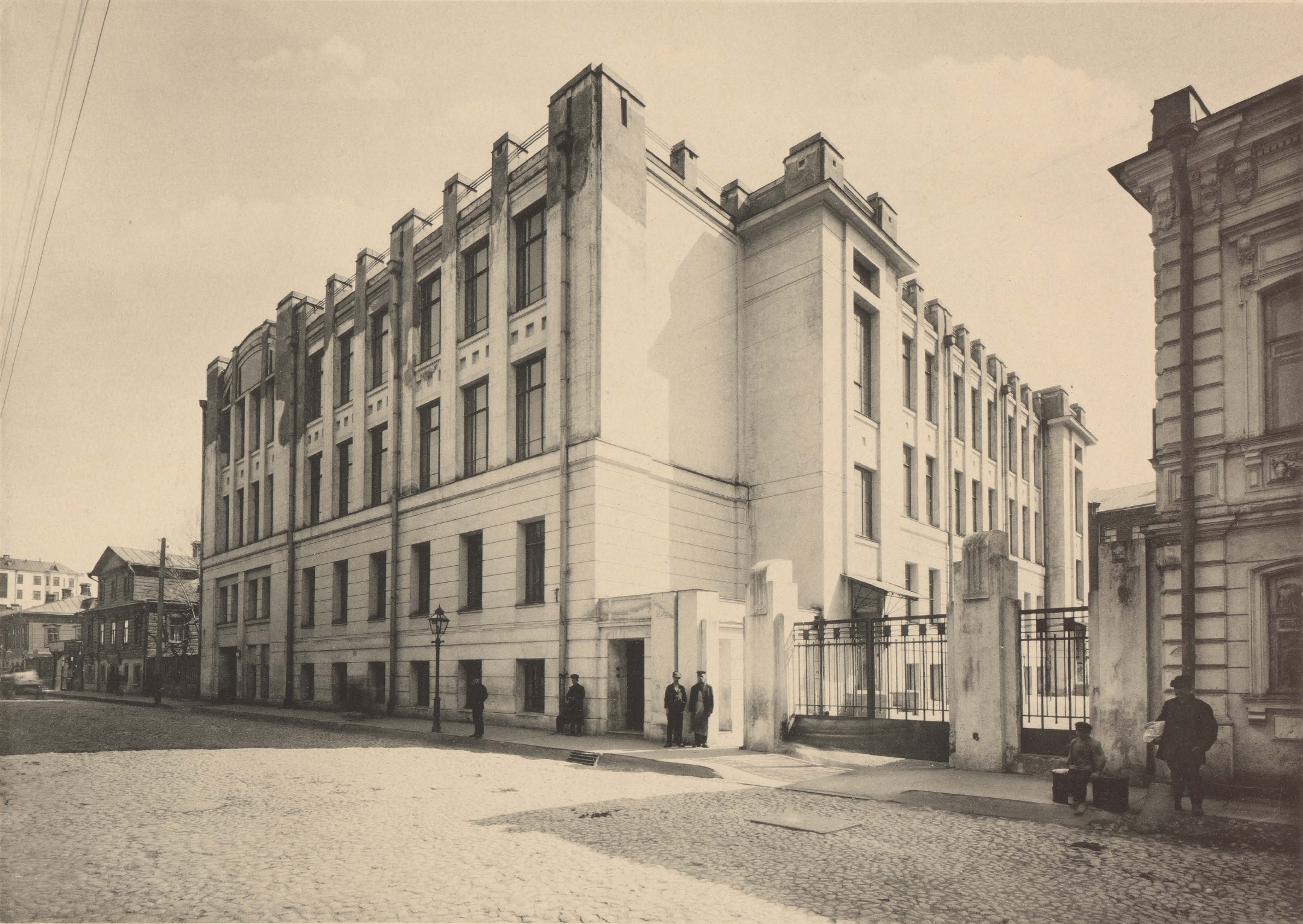
Училищное здание в Стрелецком переулке (Костянский, 6), начало XX века

По четной стороне переулка, ближе к пересечению со Сретенским бульваром, находится один из входов в офисное здание нефтяной компании Лукойл.
- № 6 — ранее на этом месте находилось здание Харитоньевского городского начального училища (1910, В. Н. Основский). В конце 1920-х годов размещался рабфак МВТУ. В 1925 году здесь жил физик-теоретик, лауреат Нобелевской премии И. Е. Тамм[5]. Здание было снесено в 2009 году при строительстве новых корпусов офисов Лукойл[6][7].
- № 10а — жилой дом. В 1951—1963 годах здесь жил авиаконструктор А. А. Туполев[8].
- № 14 — жилой дом (1912). В рамках гражданской инициативы «Последний адрес» на доме установлен мемориальный знак с именем партработника Григория Яковлевича Мусиенко[9], расстрелянного сотрудниками ОГПУ 11 декабря 1924 года[10].

## Транспорт
- Сухаревская, Тургеневская, Чистые пруды, Сретенский бульвар
- Автомобильное движение по Костянскому переулку одностороннее, по направлению от Ананьевского переулка к Сретенскому бульвару.